# Klintsy
Klintsy (en russe : Клинцы) est une ville de l'oblast de Briansk, en Russie, et le centre administratif du raïon de Klintsy. Sa population s'élevait à 62 992 habitants en 2020.

## Géographie
Klintsy est arrosée par la rivière Tourosna et se trouve à 92 km au nord-est de Gomel (en Biélorussie), à 172 km au sud-ouest de Briansk et à 500 km au sud-ouest de Moscou.

## Histoire
Klintsy est fondée en 1707 et obtient le statut de ville en 1925. Elle fit partie du gouvernement de Tchernigov au XIXe siècle et jusqu'en 1925. Au cours de la Première comme de la Seconde Guerre mondiale, Klintsy fut très disputée. Elle fut occupée par l'Allemagne nazie du 20 août 1941 au 25 septembre 1943. Pendant l'occupation allemande, la population juive, établie depuis le XVIIIe siècle, fut massacrée par des groupes SS qui feront 3 000 victimes. Elle fut libérée par le front de Briansk de l'Armée rouge au cours de l'opération de Briansk. Située aujourd'hui près des frontières de la Biélorussie et de l'Ukraine, Klintsy est un centre industriel régional, notamment pour l'industrie de l'habillement.

## Population
La situation démographique de Klintsy s'est détériorée au cours des années 1990. En 2001, le taux de natalité était de seulement 7,6 pour mille, le taux de mortalité était de 15,4 pour mille et le solde naturel accusait un déficit de 7,8 pour mille. La population de la ville a baissé de 8,5 pour cent depuis le recensement de 1989.
Recensements (*) ou estimations de la population :
| 1897*  | 1926*  | 1939*  | 1959*  | 1970*  | 1979*  |
| ------ | ------ | ------ | ------ | ------ | ------ |
| 11 900 | 21 453 | 40 483 | 42 033 | 58 062 | 67 123 |

| 1989*  | 2002*  | 2010*  | 2013   | 2014   | 2015   |
| ------ | ------ | ------ | ------ | ------ | ------ |
| 71 161 | 67 325 | 63 711 | 61 515 | 61 919 | 61 517 |

| 2016   | 2017   | 2018   | 2019   | 2020   | - |
| ------ | ------ | ------ | ------ | ------ | - |
| 61 916 | 62 832 | 62 936 | 63 050 | 62 992 | - |

## Économie

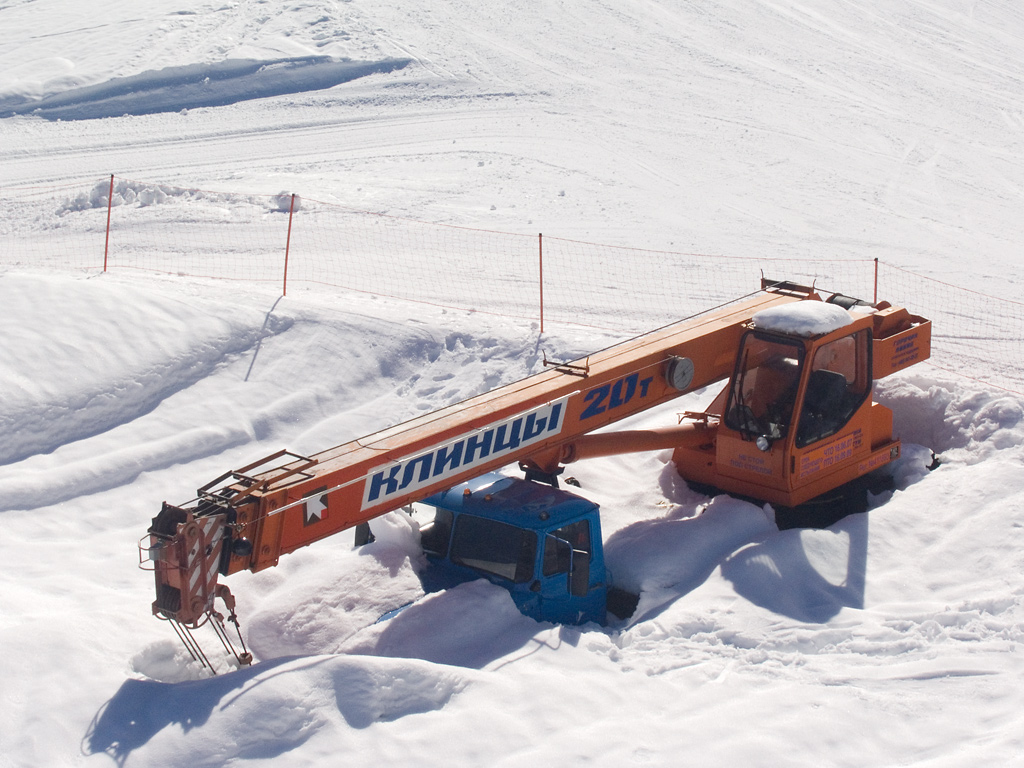
Grue de Klintsy à Krasnaïa Poliana.

L'industrie de Klintsy comprend les entreprises
- OAO Klintsovski avtokranovy zavod (ОАО "Клинцовский автокрановый завод"), qui fabrique des grues d'une capacité de 6,3 à 12 tonnes et des équipements industriels
- AOOT Klintsovskoïé tonkossoukonnoïé "Klinta" (АООТ "Клинцовское тонкосуконное 'Клинта'") : tissus de laine, etc.
- OAO Elegant (ОАО "Элегант") : tuniques et pantalons pour les ministères de la Défense et des Affaires intérieures de la fédération de Russie, tenues de camouflage d'hiver, etc.
- Tekmach : machines pour l'industrie textile.